# Отелло-67
«Отелло-67» — мультипликационный фильм, сделанный для конкурса мини-фильмов по заказу Всемирной выставки в Монреале (Экспо-67).

## Сюжет
За полминуты человек, затормозивший у светофора, успевает посмотреть на экране специального придорожного демонстрационного устройства-автомата кинокомикс — «облегчённый» вариант творения великого классика Шекспира по трагедии «Отелло».
Притча о том, как современная цивилизация девальвирует мировую культуру.

## Создатели
| режиссёр             | Фёдор Хитрук  |
| сценарист            | Фёдор Хитрук  |
| художник-постановщик | Сергей Алимов |